# Cáo bạch
Bản cáo bạch là một tài liệu bắt buộc phải có trong hồ sơ đăng ký chào bán chứng khoán ra công chúng và hồ sơ niêm yết chứng khoán tại trung tâm giao dịch chứng khoán áp dụng cho các công ty có niêm yết cổ phiếu tại trung tâm giao dịch chứng khoán.
Nội dung bản cáo bạch là công bố tất cả những thông tin của một công ty mà những thông tin đó có thể khiến cho các nhà đầu tư muốn hoặc không muốn mua cổ phiếu của công ty đó.

## Việt Nam
Các quy định về bản cáo bạch được tìm thấy trong Luật Chứng khoán đã được Quốc hội Việt Nam thông qua ngày 29/06/2006, các mẫu cáo bạch được tìm thấy trong Quyết định số13/2007/QĐ-BTC của Bộ Tài chính ban hành ngày 13/03/2007.